# Art Pepper And George Cables - Tête-À-Tête

## Titres
- 01. Over The Rainbow 6:52
- 02. Tête-À-Tête 4:33
- 03. Darn That Dream 4:19
- 04. Body and Soul 5:22
- 05. The Way You Look Tonight 6:49
- 06. 'Round Midnight 5:43
- 07. A Night In Tunisia 5:33
- 08. Samba Mom Mom 5:52
- 09. Last Thing Blues 12:08
- 10. Over The Rainbow (Alternate Take) 6:24
- 11. Body and Soul (Alternate Take) 5:42

## Personnel
- Art Pepper (as & cl), George Cables (p).

## Dates et lieux
- Berkeley, CA, 13 & 14 avril 1982

## CD références
- 1993 Victor Musical Industries, Inc., Tokyo, Japan - VICJ-41859